# Ostoros, Heves
Ostoros  este un sat în districtul Eger, județul Heves, Ungaria, având o populație de 2.699 de locuitori (2011). 

## Demografie
Componența etnică a satului Ostoros
     Maghiari (97,41%)
     Necunoscut (1,16%)
     Alții (1,43%)
Componența confesională a satului Ostoros
     Romano-catolici (45,42%)
     Fără religie (15,64%)
     Reformați (5,37%)
     Atei (1,3%)
     Necunoscută (31,38%)
     Alte religii (1,67%)
Conform recensământului din 2011, satul Ostoros avea 2.699 de locuitori. Din punct de vedere etnic, majoritatea locuitorilor (97,41%) erau maghiari. Apartenența etnică nu este cunoscută în cazul a 1,16% din locuitori. Nu există o religie majoritară, locuitorii fiind romano-catolici (45,42%), persoane fără religie (15,64%), reformați (5,37%) și atei (1,3%). Pentru 31,38% din locuitori nu este cunoscută apartenența confesională.